# ビジャゴ諸島
ビジャゴ諸島（ポルトガル語: Arquipélago dos Bijagós）は18の大きな島と12の小さな島々から成立つ、大西洋のギニアビサウ沖合に浮かぶ群島である。ギニアビサウ領。
20の有人島があり、住民の多くはビジャゴ人であり、ビジャゴ語が話されている。 ボラマ島、ブバケ島およびカラヴェラ島の人口が多く、観光客も訪れる。ビジャゴ人社会においては女性が社会福祉・経済・司法・宗教・婚姻において優位であり、男性は「義務から解放された年少者」として扱われる。
諸島にはマングローブ、干潟、ヤシ林、サバナおよび半乾燥林があり、アオウミガメのアフリカでの重要な産卵場である。島々および周辺の海域にはアオウミガメ、オサガメ、ヒメウミガメ、ナイルワニ、ニシアフリカコビトワニ、カバ、アフリカマナティー、アフリカウスイロイルカ、ハンドウイルカ、コイネズミヨウムなどの野生動物が生息しており、ユネスコの生物圏保護区に指定されている。ダイシャクシギ、サルハマシギ、ミヤコドリ、コオバシギなどの渉禽類が多く訪れており、ラムサール条約にも登録されている。

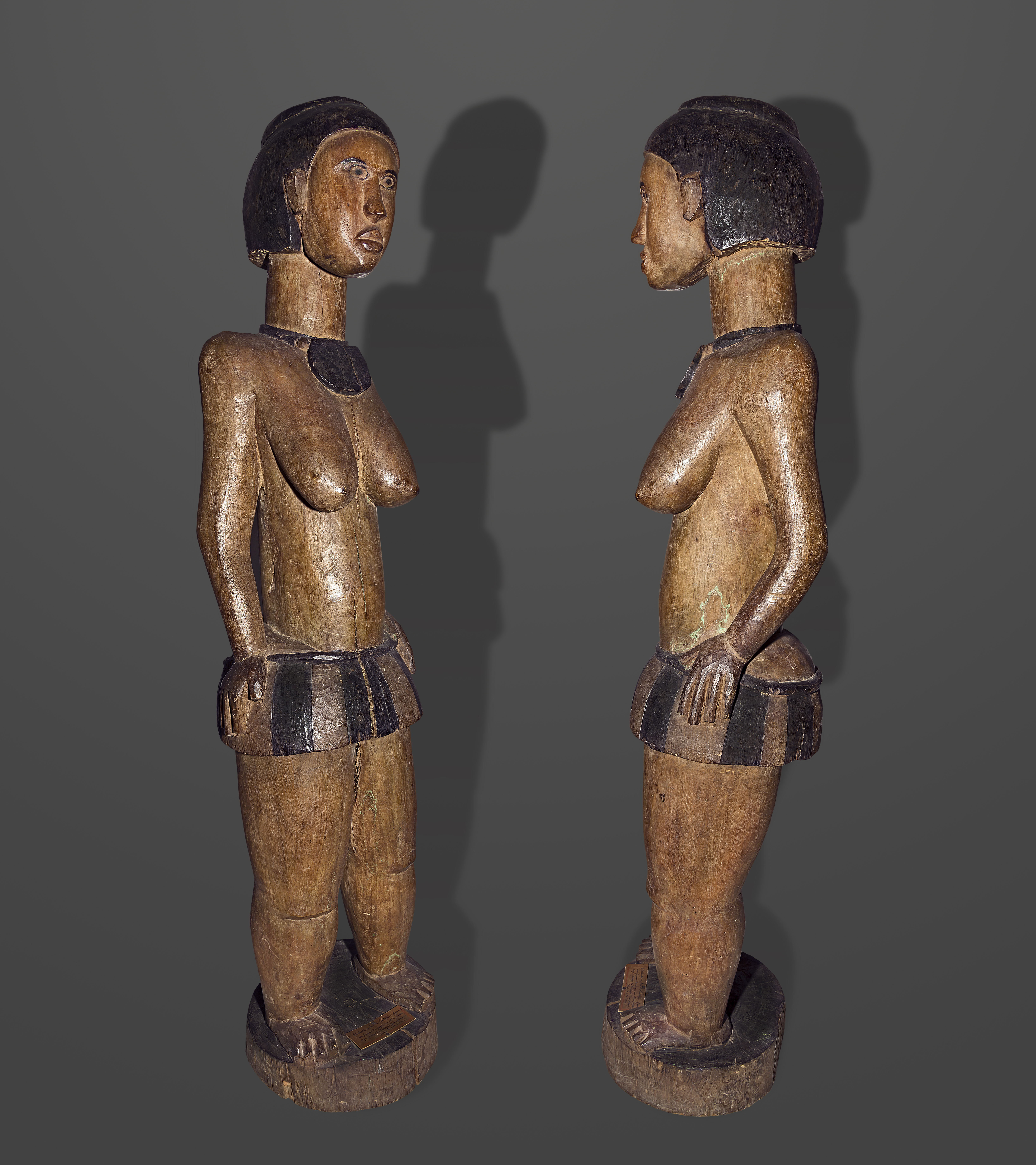
女性の彫刻

## ビジャゴ諸島のおもな島
- ボラマ島（Ilha de Bolama）
- ガリーニャ島（ポルトガル語版）（Ilha das Galinhas）
- ブバケ島（Ilha de Bubaque）
- ルバネ島（ポルトガル語版）（Ilha de Rubane）
- ソーガ島（Ilha de Soga）
- ローシャ島（ポルトガル語版）（Ilha de Roxa）
- オランゴジーニョ島（英語版）（Ilha de Orangozinho）
- メネケ島（Ilha de Meneque）
- ジョアン・ヴィエイラ島（英語版）（João Vieira）
- メイオ島（Iléu do Meio）
- ウノ島（Ilha de Uno）
- エグバ島（Ilha de Eguba）
- ウラカネ島（英語版）（Ilha de Uracane）
- オランゴ島（ポルトガル語版）（Ila de Orango）
- カノゴ島（Ilha de Canogo）
- カラヴェラ島（Ilha de Caravela）
- カラシ島（ポルトガル語版）（Ilha de Carache）
- エヌ島（Ilha de Enu）
- フォルモーザ島（ポルトガル語版）（Ilha de Formosa）
- マイオ島（Ilha de Maio）
- ポンタ島（Ilha da Ponta）
- ウニョコモ島（英語版）（Ilha de Unhocomo）
- ウニョコモジーニョ島（Ilha de Unhocomozinho）
- エダナ島（Ilha de Edana）